# Публий Постумий Альбин Региллен
Публий Постумий Альбин Региллен (лат. Publius Postumius Albinus Regillensis; умер в 414 году до н. э.) — римский политический деятель из патрицианского рода Постумиев, военный трибун с консульской властью 414 года до н. э.
Публий Постумий упоминается в источниках только в связи со своим трибунатом. Ему была поручена война с эквами, и Альбин взял город Болы, но не выполнил обещание отдать своим солдатам добычу. Недовольство легионеров усилилось из-за угроз их командира. Публий Постумий начал жестоко расправляться с недовольными, но солдаты, сбежавшиеся на помощь своим товарищам по оружию, приговорённым к казни «под корзиной», побили трибуна камнями.
Тит Ливий называет трибуна Марком. Публием его называют консульские фасты.